# Luke Cage
Luke Cage (nascido  Carl Lucas), também conhecido como Power Man é um super-herói  que aparece em quadrinhos americanos publicados pela Marvel Comics  Luke Cage apareceu pela primeira vez em Luke Cage, Hero for Hire # 1 (junho de 1972) e foi criado por Roy Thomas, Archie Goodwin e John Romita Sr.  Ele foi o primeiro super-herói negro a ter uma revista própria.
Criado durante o auge do gênero cinematográfico Blaxploitation, Luke Cage é um ex-condenado preso por um crime que ele não cometeu, que ganha os poderes de força sobre-humana e pele inquebrável depois de ter sido submetido voluntariamente a um procedimento experimental. Uma vez libertado, Cage torna-se um "herói de aluguel" e se associa com outro super-herói, o Punho de Ferro, como parte da dupla, Power Man e Iron Fist. Mais tarde, ele se casa com a investigadora particular superpoderosa Jessica Jones, com quem tem uma filha. Em 2005, o escritor Brian Michael Bendis adicionou Luke Cage nos Novos Vingadores e ele já apareceu em vários títulos dos Vingadores, tornou-se o líder de um grupo de supervilões reformados chamado Thunderbolts.
O ator Mike Colter interpretou o personagem na primeira temporada de Jessica Jones, uma série de televisão live-action ambientada no Universo Cinematográfico da Marvel e ganhou sua própria série, que estreou em setembro de 2016 na Netflix. Colter retomou seu papel em The Defenders, que estreou em agosto de 2017.

## Histórico da publicação
Luke Cage foi criado por Roy Thomas, Archie Goodwin e John Romita Sr.  pouco depois dos chamados filmes blaxploitation, que foram bastante popular.  Ele estreou em sua própria série em uma revista solo Luke Cage, Hero for Hire.  A série inicialmente foi escrita por Goodwin e desenhada por George Tuska. O personagem foi o primeiro super-herói negro estrelar sua própria série de quadrinhos, o título mudou de nome para Luke Cage, Power Man  a partir da edição 17, as aventuras de Cage foram colocadas em uma Nova York, mais preguiçosa e dominada pelo crime do que aquela habitada por outros super-heróis Marvel da época.
Com a queda de popularidade do gênero blaxploitation, Cage foi emparelhada com o super-herói Punho de Ferro, cuja popularidade er baseada no gênero de filme de artes marciais, que também entrou em declínio, em um esforço para salvar ambos os personagens do cancelamento. A série foi cancelada no número 125 (setembro de 1986).
Em 1992, Cage foi relançada em uma nova série, simplesmente intitulada Cage, definida principalmente em Chicago. A série revivida atualizou o personagem, com Cage destruindo simbolicamente seu traje original na capa da primeira edição. A série, escrita por Marc McLaurin, gerou 20 edições. Cage recebeu exposição em outras revistas da época, incluindo seu próprio série na antologia Marvel Comics Presents. Após os arcos "Onslaught" e "Heroes Reborn", Cage foi incluído na série Heroes for Hire, escrita por John Ostrander, que durou 19 edições.
Posteriormente, Cage foi apresentado nas séries escritas por Brian Michael Bendis Alias, Guerra Secreta, The Pulse, Demolidor e Novos Vingadores.
Em 2010, Cage tornou-se um personagem regular em Thunderbolts, começando na edição 144,  e continuou como líder da equipe quando o título transitou para Dark Avengers começando na edição 175. Cage também reapareceu como um personagem comum no segundo volume da série New Avengers.

## Biografia ficcional do personagem

### Origem
Carl Lucas nasceu e cresceu no Harlem, onde, ainda jovem, tornou-se membro de uma gangue e praticou pequenos crimes ao lado de seu amigo Willis Stryker, quase sempre em nome de Sonny Caputo, conhecido também como Hammer. Junto de Willis, lutou contra uma gangue rival, chamada Diablos. Dentro e fora das casas juvenis em toda a sua adolescência, Lucas sonhava em se tornar um grande mafioso de Nova York, até que finalmente percebeu como suas ações estavam prejudicando sua família, ele buscou a si mesmo como um adulto, encontrar um emprego legítimo. Enquanto isso, Stryker subiu na hierarquia do crime, mas os dois continuaram amigos. Quando as atividades de Stryker irritaram o Maggia (aka do Sindicato), ele foi espancado pela máfia, salvo apenas pela intervenção de Lucas. Quando a namorada de Stryker, Reva Connors, rompeu com ele com medo de seu violento trabalho, foi procurar consolo em Carl. Convencido de que Lucas foi o responsável pelo rompimento, Stryker plantou heroína no apartamento de Lucas e avisou a polícia.

### Prisão
Lucas foi preso e enviado para a prisão, o contato com sua família era escassa devido ao ressentimento de seu irmão, James Jr. (futuro Coldfire), que interceptava as cartas dele para seu pai James Sr., e acabou levando cada um a acreditar que o outro estava morto.
Sempre foi severamente maltratado pelo guarda Rackham e pelo diretor. Até que a direção da instituição foi mudada e um cientista viu nas condições físicas de Lucas a possibilidade de desenvolver um projeto científico bancado pelas Indústrias Stark.
Banhado em um químico especial, o Dr. Noah Burstein injetou bactérias em Lucas e o escaldou em um produto químico. Rackham, rebaixado por suas agressões a Lucas, resolveu se vingar e o prendeu dentro da máquina. Não suportando mais a dor, Carl arrebenta a máquina e ataca o policial, que fica gravemente ferido. Desesperado, ele toma consciência de sua força e de sua pele impenetrável e resolve fugir. A polícia deu Lucas como morto.

### Início da Carreira
Cage logo estabeleceu um escritório em Times Square Gem’s Theater, onde fez amizade com o estudante de cinema DW Griffith. Dr. Burstein, sabendo da inocência de seu amigo, também se mudou para Nova York e abriu uma clínica médica, auxiliado pela Dra. Claire Temple, com quem Lucas começou a namorar. Embora Cage teria se contentado em batalhas contra criminosos estritamente convencionais, ele logo descobriu que Nova York não era o lugar para fazê-lo. Stryker tornou-se um agente de Maggia, adotou o codinome Diamondback e morreu lutando contra Luke.
Adversários subsequentes incluíram Gideon Mace, um amargurado veterano buscando uma aquisição EUA que se tornou um inimigo freqüente; Quemistro (Curtis Carr), cuja alquimia Gun seria uma arma usada posteriormente por outros, inclusive seu próprio irmão após a reforma de Curtis e Discus, Stiletto, Sombras e Commanche, todos os criminosos, com ligações aos dias de Cage na prisão com quem iria enfrentá-los várias vezes ao longo dos anos.
Ele foi posteriormente contratado pelo editor do Clarim Diário, J. Jonah Jameson, para capturar o Homem-Aranha, mas Luke simpatizou com o teioso e fez Jameson quase engolir o dinheiro. Ganhou com isso um lugar na longa lista de superhumanos antipatizados do editor.
Embora Cage pareça ter pouco em comum com a maioria dos outros superhumanos de Nova York, uma tentativa bem concebida de cobrar duzentos dólares do Dr. Destino, o levou a fazer amizade com o Quarteto Fantástico.
Quando o Coisa perdeu temporariamente seus poderes, Cage foi contratado para substituí-lo, mas sua estadia mostrou-se breve, após o Mestre dos Bonecos assumir o controle dele para lutar contra seus novos companheiros de equipe.
Apesar disso, mais tarde, entrou com méritos para o Quarteto Fantástico, com uma pequena participação para ajudar o Tocha Humana.
Cage também torna-se amigo de Jessica Jones, também conhecida como Safira, uma jovem cuja super-força e estilo não-convencional combinava com o seu próprio.
Durante uma missão na qual Orville Smythe convenceu ele a roubar um starsuit experimental da Stark Internacional, Cage seguira o exemplo de seus novos parceiros e começou a usar o nome de Poderoso.

### Defensores
Cage começou a associar-se com a superequipe conhecida como os Defensores, ao lado de quem ele lutou contra a Gangue da Demolição e os subversivos racistas conhecidos como os Filhos da Serpente. Enquanto isso, Cage continuou em ação sozinho contra uma variedade ímpar de vilões, incluindo o lutador profissional enlouquecido X, o agente da Maggia Mister Fish, mafiosos Dontrell “Barata” Hamilton e Ray “Piranha” Jones, o Wildfire racista, e buscando vingança Mangler e Spear (cujo irmão havia morrido em tratamento com o Dr. Burstein), os senhores do crime rivais Barão e Big Brother, além do Escaravelho Dourado, e Zzzax, o Dynamo Vivo.
Chamado para auxiliar os defensores contra o Urze Negro, Luke começou a reclamar que a sua participação em seu grupo estava interferindo com o seu trabalho. O defensor Falcão Noturno resolveu este problema, colocando Cage no retentor, dando a ele um salário fixo para as suas atividades de defensor. Por algum tempo depois, Cage atuou como membro do núcleo da equipe do Denfensores, ao lado do Doutor Estranho, Hulk, Valquíria, Falcão Noturno e o Guardiã Vermelha (Dra. Tania Belinskya). Juntos, eles derrotaram ameaças menores, incluindo a Enguia e o Porco-Espinho, e ameaças importantes, como Nebulon, os Emissários de Cabeça de Ovo e do Rajah Vermelho, mas Luke sentiu-se fora de lugar na exploração frequentemente bizarra dos Defensores e, eventualmente, se demitiu. Ele acreditava que não era adequado para o trabalho em equipe, sem perceber o quão errado, ele estava meses mais tarde.

### O Nascimento dos Heróis de Aluguel
Tendo a prova da inocência de Luke obtida, o criminoso Bushmaster sequestra Dr. Noah Burstein e Temple, com a sua segurança e a esperança de absolvição para chantagear Cage em sequestrar a detetive Misty Knight, que tinha humilhado Bushmaster em um encontro anterior. Os esforços de Cage o levaram a uma briga com o namorado de Knight, o artista marcial conhecido como Punho de Ferro, um nativo da cidade extradimensional de K’un-Lun e ainda um novato na sociedade da Terra, no entanto, ao tomar conhecimento da situação de Cage, Punho de Ferro e Misty o ajudam a derrotar Bushmaster e resgatar seus amigos.
No decorrer do encontro, Bushmaster forçou a Burstein o transformar como ele tinha feito em Cage, mas mesmo assim foi derrotado, e logo ficou paralisado pelo processo. Inocentado das acusações criminais, Cage trabalhou brevemente para a agência de detetive Knight Nightwing Restaurações mas logo eleito para integrar junto a Punho de Ferro, uma equipe de dois homens, Heróis de Aluguel, fundado pelo advogado Jeryn Hogarth e pessoal administrativo pela prodígio Jennie Royce. Embora Cage fosse das ruas e Punho de Ferro não ter mundo,  eles pareciam ter pouco em comum, mesmo assim, logo se tornaram melhores amigos, no entanto, a relação de Cage com Claire Temple não durou muito, e ele começou a namorar de vez a modelo Harmony Young.
Cage e Punho de Ferro foram um grande sucesso como Heróis de Aluguel, ganhando uma reputação internacional, lutando contra uma grande variedade de criminosos, incluindo o gênio Nightshade, o senhor do crime internacional, Montenegro, Dentes de Sabre e o Constritor, Warhawk, e o traficante Goldeneye. Eles tinham várias lutas envolvendo as nações e Halwan Murkatesh, incluindo encarnações de Cimitarra e a Tigresa Negra.
Eles ocasionalmente trabalhavam ao lado de heróis companheiros de rua, como Homem-Aranha, Demolidor e Cavaleiro da Lua, mas raramente participavam nas crises de maior escala que ocupavam a gosto do Quarteto e dos Vingadores, mas suas aventuras se revezavam ocasionalmente para o fora da Terra ou para o extradimensional, mas as áreas que detinha mais apelo para eles era em terra firme.

### A Queda dos Heróis de Aluguel
A queda de sua parceria começou quando durante uma missão, Punho de Ferro foi envenenado com radiação. Cage o levou a K’un-Lun para tratamento. Enquanto estava lá, Punho de Ferro foi, sem que Luke soubesse, substituído por um sósia da raça H’ylthri plantlike, antigos inimigos de K’un-Lun. Logo após o seu regresso ao mundo exterior, o sósia foi destruído, bombardeado pelos alienígenas Super-Skrull, como resultado de um bizarro esquema de engenharia pelo arqui-inimigo de Punho de Ferro, Mestre Khan. Cage foi responsabilizado pelo aparente assassinato do Punho de Ferro.
Cage também foi convocado para fazer parte da segunda encarnação dos Heróis de Aluguel.

### Uma Nova Vida em Chicago
Novamente um fugitivo, Luke rompeu o contato com seus amigos de Nova York e se mudou para Chicago, mas, com a ajuda de Hogarth, ele foi absolvido de acusações criminais quando o real Punho de Ferro apareceu vivo. Querendo um novo começo, Cage abandonou o seu disfarce de Poderoso e começou a operar a partir de Chicago como Luke Cage, fazendo acordos com o espectador de Chicago para os relatórios exclusivos de suas aventuras e frequentemente trabalhava com a detetive Dakota North. Ele logo atraiu o interesse do Hardcore, assassino refinado e um funcionário de Cruz Bushmaster, filho do vilão que foi derrotado por Luke em uma de suas primeiras aventuras. Cage soube que Cruz, seguindo os passos de seu pai, a extorsão, o tinham sequestrado a esposa de Noah Burstein, Emma, para forçar o cientista a recriar o processo que deu poderes a Luke, independentemente da forma como muitos sofreram no processo. Cruz se submetera ao próprio procedimento, mas seu pai, o Bushmaster original, drenou o poder de seu filho, invertendo a sua catatonia iminente e declarando-se a Master Power, no entanto, Cage se uniu com o Punho de Ferro para frustrar seus planos, liberando o Bursteins enquanto os Bushmasters aparentemente morriam. Cage tentou localizar seus familiares e a sobreviver com a ajuda de Dakota North, mas seu irmão e seu pai se moviam ao redor para manter Luke longe deles. James Jr. foi recrutado pela Corporação, cujo reforço de poder do cientista Dr. Karl Malus, o transformou em Coldfire, um protoplasma incendiário. Como Coldfire, James Jr. esperava ser um desafio para seu irmão superpoderoso, a quem considerava uma ameaça, e ele usou o seu ódio por Cage como foco para seus poderes de energia. Embora James Jr. trabalhasse para a Corporação de bom grado, Malus tinha seu pai como refém como um seguro extra de cooperação com Coldfire. Quando Cage descobriu sobre a Corporação, sabendo que sua família estava refém, ele invadiu a sua sede e lutou com Coldfire, que graças a Malus, teve que se unir com Luke para resgatar seu pai de Malus e, Coldfire, aparentemente, se sacrificou para destruir a sede da Corporação.
Poucos meses depois, Cage investigou o assassinato de Harmony Young e lutou contra seu assassino, o demônio DarkLove, juntamente com o Motoqueiro Fantasma.

### De Volta a Nova York
Após algum tempo, o Doutor Druida recruta Cage para servir em seus Defensores Secretos contra o feiticeiro Malaquias. Cage volta a Nova York e, decidindo que seu coração já não estava mais entre os super-heróis, ele tornou-se o co-proprietário do Teatro Gem com seu amigo DW Griffith. Mesmo recebendo um convite do Punho de Ferro para participar dos novos e expandidos Heróis de Aluguel,, ainda quando o candidato a conquistador do mundo chamado o Mestre tentou recrutar Cage como um espião dentro da equipe de seu amigo, destruindo o teatro de Cage no processo, obrigando Luke a ser seu espião. Cage entrou para os Heróis de Aluguel e servido com eles por algum tempo, sempre relatando ao Mestre. Luke começou a simpatizar com os aspectos mais benevolentes dos objetivos do Mestre, e os dois pareciam verdadeiramente gostar um do outro, mas no final, Cage não poderia nem trair seu melhor amigo Punho de Ferro, nem reconciliar-se com a tremenda perda de planos de vida do Mestre que a conquista acarretaria, e ele finalmente ajudou os Heróis de Aluguel a destruir o plano de conquista mundial dele. Cage ficou com o grupo depois, e namorou uma colega, a Mulher-Hulk. Quando a corporação Stark-Fujikawa comprou os Heróis de Aluguel, Cage e Homem-Formiga (Scott Lang), foram demitidos por causa de seus registros de suas prisões, e o restante da equipe saiu em protesto.

### Marvel Knights
Cage continuou com as aventuras ao lado de Punho de Ferro e outros heróis. Resumidamente retomou sua identidade Poderoso, ele foi contratado pelo Cavaleiro da Lua para se juntar ao “Marvel Knights”, mas meros dias depois que se juntou, o grupo se dissolveu depois dos confrontos com as forças do Lápide e Fu Manchu.
Decidiu que um retorno ao básico estava em ordem, ele re-estabeleceu que seria herói para as atividades de aluguel, que interveio em uma guerra de gangues entre Lápide e Martelo, e logo aprendeu que, apesar de sua fama internacional, ela foi quase esquecida nas ruas, onde ele tinha inicialmente feito sua reputação.
Ele investiu seu dinheiro em um bar e começou a livrar sua vizinhança imediata dos elementos criminosos, decidindo que o negócio de salvar o mundo era melhor deixar para os outros.

### Jessica Jones
Depois de uma noite com uma Jessica Jones bêbada, e que agora era uma investigadora particular, enquanto trabalhava como guarda-costas de Matt Murdock, cuja negação pública de sua identidade de Demolidor custou-lhe um pouco de respeito de Cage. Pouco tempo depois, Cage apoiou emocionalmente Jones quando ela foi forçada a rever abusos do passado pelo Kilgrave, começando a sentir algo por ela no processo. Quando Jones revelou que ela estava grávida depois seu encontro amoroso, ela e Cage foram morar juntos. Logo depois, Jones tornou-se uma consultora dos sobrehumanos para o Clarim Diário, onde a ira de Jameson para com Cage foi diminuindo ao longo dos anos.

### Guerra Secreta
Na minissérie Guerra Secreta, Luke Cage é um dos super-heróis convocados por Nick Fury para invadir secretamente a Latvéria.

### Novos Vingadores
Durante a fuga em massa de supercriminosos da prisão flutuante conhecida como Balsa, Luke se junta a diversos heróis que procuram ajudar na situação e, após o convite do Capitão América, decide se juntar ao grupo que viria a se tornar a nova formação dos Vingadores.
Ao lado da equipe, enfrentou, Sauron e uma equipe da SHIELD na Terra Selvagem, o Destruidor, um Sentinela/Vácuo fora de controle, Samurai de Prata, a HIDRA e o Clã Yashida, a Dinastia M, o novo Adaptóide (Yelena Belova), pouco antes de se casar com Jessica Jones.

### Guerra Civil
Na Guerra Civil, lutou ao lado das forças anti-registro, desde o ataque sofrido em sua casa por um esquadrão Mata-Capas da SHIELD. Com a rendição do Capitão América, o lado pró-registro saiu vencedor, porém Luke não deixou de lutar pelos seus ideais.

### Novos "Novos" Vingadores
Depois do Capitão América se render, dando fim à Guerra Civil, poucos heróis se mantiveram fiéis à ideia de não aderir ao registro de superhumanos, mantendo-se na clandestinidade. Pouco depois de sua rendição, Steve Rogers foi assassinado em uma trama orquestrada pelo seu maior inimigo. Luke, agora líder da equipe, teve como sua primeira missão resgatar um falso Capitão América, porém sendo apenas uma armadilha dos Poderosos Vingadores, conseguindo escapar deles, foram resgatar Maya Lopes, a Ronin, do Tentáculo, comandados por Elektra, que acaba sendo morta pela própria Maya, revelando-se como uma Skrull infiltrada na Terra.

### Invasão Secreta
A crescente paranoia de ter mais skrulls infiltrados na equipe criou uma ruptura no casamento de Luke e Jessica. Preocupados com a segurança de sua filha, Jessica busca abrigo na Torre dos Vingadores, sob os cuidados de Jarvis para esperar o pior passar.
Mas quando a batalha final da invasão chega ao seu ápice, Jessica deixa a filha com Jarvis e luta ao lado de seu marido. Porém ela não sabia que Jarvis era um dos Skrulls infiltrados nos Vingadores.

### Reinado Sombrio
Depois que os Skrulls são derrotados, Luke e Jessica descobrem que o bebê foi sequestrado pelo falso Jarvis.
Um grupo de Vingadores ajuda Luke a buscar a pequena Danielle. Luke desesperado e sem mais opções, pede ajuda a Norman Osborn. Cage encontra sua filha com a ajuda dele, que agora é o responsável pela segurança nacional, com a promessa de virar um de seus subalternos, porém o trai depois do Mercenário matar o Jarvis-Skrull. Norman acaba preso.

### Era Heróica
Cage e vários outros heróis que se opuseram ao ato de registro se recusam a trabalhar para o governo então Steve Rogers dá a ele a possibilidade de criar a sua própria equipe de Vingadores, dando a liberdade de recrutar quem quisesse. Tony Stark vende a Mansão dos Vingadores (que tinha sido recentemente reformada) por um dólar Mas Rogers insiste em ter Victoria Hand como aliada do grupo.
A primeira batalha do grupo foi causada pelo Olho de Agamoto envolvendo Dr. Estranho, Daimon Hellstrom e Irmão Vodu.

### Thunderbolts
Paralelamente aos Vingadores, Steve Rogers indica Luke para liderar o programa Thunderbolts. Ele começa a recrutar prisioneiros da Balsa como potenciais integrantes para reabilitá-los. Incluindo Fantasma, Rocha Lunar, Fanático, Ossos Cruzados com a cooperação de Mach V, Armador e Soprano e usando os poderes do Homem-Coisa para transporte de longa distância.

### Terra das Sombras
Luke Cage ficou inconformado quando Demolidor se tornou maligno, liderando o Tentáculo e assassinando brutalmente o Mercenário.
E para tirá-lo do poder, Luke reúne diversos heróis urbanos inclusive o novo Poderoso (Victor Alvares) que é um sobrevivente de uma explosão em um prédio causada pelo Mercenário.
Luke Cage depois chama os seus Thunderbolts para resgatar Darris que está na base do Tentáculo, deixa Armador liderar o grupo enquanto resolve as contas com Demolidor.
A Balsa sai de controle enquanto ele estava fora, os prisioneiros da Balsa, inclusive os Thunderbolts, fogem dela. Luke Cage, Soprano, Fantasma e Mach V vão a procura dos fugitivos da Balsa. As forças do governo que monitoram a Balsa estão preocupados com a gestão do Cage e com os problemas dele em dividir seu tempo entre os Vingadores e cuidar da filha.

## Poderes e habilidades
Luke Cage adquiriu vários atributos físicos sobre-humanos após passar por um experimento criado para aumentar o processo de regeneração celular de seu corpo. A inteligência de Nick Fury o classifica como nível de poder 8, enquanto o Capitão América (Sam Wilson) e Tony Stark o consideraram uma Ameaça de Nível Beta.
- Força Sobre-Humana: após passar pelo experimento original, a força de Cage foi aumentada para níveis sobre-humanos, inicialmente só era o suficiente para suportar cerca de 5 toneladas, mas com treinamento físico intensivo e anos de experiência como herói sua força foi aumentada ao ponto de suportar até 25 toneladas. A força de Cage continuou aumentando substancialmente até o ponto dele suportar cerca de 50 toneladas ou até mais. Seus níveis atuais de força alcançam cerca de "Classe 50" ou mais, permitindo que ele mova objetos extremamente pesados com facilidade ou enfrente seres extraterrestres com força sobre-humana que resultam em atividades sísmicas moderadas. Como quando Luke carregou um caminhão quase sem esforço nenhum por sete quadras da cidade porque ele não funcionava. Sua força também se estende para as suas pernas, permitindo que ele salte como o Hulk, mas não tão alto quanto ele.
- Velocidade Aprimorada: embora não seja tão rápido quanto a maioria dos velocistas, os músculos das pernas de Cage permitem que ele se mova muito mais rápido do que o melhor atleta humano.
- Vigor Super-Humano: os músculos de Cage produzem menos toxinas de fadiga do que os músculos de um humano comum, dando a ele um vigor super-humano.
- Pele Impenetrável: a pele de Luke é tão dura quanto metal e seus tecidos musculares e ósseos são consideravelmente mais densos do que os tecidos de um humano comum, dando a ele uma resistência muito maior a danos físicos. Ele pode suportar disparos de armas convencionais à queima-roupa e não pode ser cortado por quaisquer lâminas forjadas com materiais convencionais. Ele pode suportar impactos ou explosões de 70 quilos de TNT sem sofrer ferimentos e é altamente resistente a temperaturas extremas e choques elétricos. Seu nível atual de resistência permite que ele suporte tiros à queima-roupa e ser incendiado sem sofrer quaisquer ferimentos ou danos permanentes. Ele já resistiu a impactos de super-humanos muito mais fortes que ele, ataques de energia destrutivos, incluindo eletricidade, e quedas de grandes alturas, como um arranha-céu de noventa andares.
- Fator de Cura Acelerado: se ferido, Luke é capaz de se recuperar de ferimentos médios em um terço do tempo que um humano comum precisaria.

### Habilidades
- Mestre em Combate Corpo-a-Corpo : Cage aprendeu sozinho o combate corpo-a-corpo com anos de experiência de luta de rua. Ele também diz ter tido um treinamento extensivo com o Punho de Ferro. Através dele, ele aprendeu a utilizar sua força a fim de aumentar a sua eficácia de combate contra adversários mais poderosos.
- Atleta Habilidoso: ele é um talentoso atleta, mesmo sem suas habilidades sobre-humanas.
- Educação Avançada: Cage é autodidata em direito e fala várias línguas.
- Excelente Orador: ele já provou ser muito bom em falar de forma positiva, sincera e carismática em frente a um grande público. Sua nobreza inata o fez ganhar o respeito e amizade de um grande número de diferentes pessoas.

## Outras versões

### MC2
Nessa realidade ele é um policial semelhante ao Capitão América, que foi usado em um projeto secreto do governo.

### Ultimate Marvel
Em Ultimate Marvel, um dos membros dos Defensores, nas revistas dos Supremos, é um homem negro e forte que atende pelo codinome de "Poderoso". Embora seu nome ainda não tenha sido revelado, tudo leva a crer que ele seja Luke Cage neste universo.

### Zumbis Marvel
Em Zumbis Marvel, Luke fazia parte dos Vingadores e foi um dos primeiros a serem infectados pelo vírus zumbi. Sendo assim, mordeu o Punho de Ferro que virou um zumbi.

### Dinastia M
Em Dinastia M, Luke Cage é um humano da resistência que cuida de outros como ele que não tem como se defender. Em seu grupo de rebeldes se encontram o Punho de Ferro, a Gata Negra, Manto, Cavaleiro da Lua entre outros. Ele foi o primeiro a sentir os poderes da menina Layla Miller e então decidiu ajudar Wolverine a restaurar a realidade.

### Era de Ultron
No evento Era de Ultron, Luke Cage é um dos poucos super-heróis que sobreviveram ao domínio de Ultron. vive escondido no subsolo do Central Park ao lado de outros super-heróis e participa ativamente do plano para descobrir o que está acontecendo e o que o vilão pretendia

### Cage
Minissérie, escrita e desenhada pelo animador Genndy Tartakovsky ambientada nos anos 70 focado no humor.

## Em outras mídias

### Televisão
- Luke Cage aparece em Esquadrão de Heróis, dublado por JJ Lil'. Nesta versão ele é um membro dos Heróis de Aluguel juntamente com Punho de Ferro e Misty Knight no episódio "A Brat caminha entre nós". Ele também tem uma aparição no primeiro episódio "E Lo ... Um piloto virá!".
- Luke Cage aparece em The Avengers: Earth's Mightiest Heroes, dublado por Christopher B. Duncan. No episódio "O Roubo do Homem-Formiga", ele e Punho de Ferro são contratados por Hank Pym para recuperar o traje roubado por Scott Lang. Mais tarde, ele se torna um membro dos Novos Vingadores e ajuda a combater a invasão de Galactus.
- Na série animada Ultimate Homem-Aranha, Luke participa do grupo formado por Nick Fury e liderado pelo Homem-Aranha. Além de Homem-Aranha e Cage, fazem parte do grupo Punho de Ferro, Tigresa Branca e Nova.[12]

#### Universo Marvel Cinematográfico
Em 2015, o personagem foi introduzido na série, Jessica Jones, onde é interpretado por Mike Colter, no ano seguinte, ganha sua série solo, retornando em Os Defensores.

### Videogames
- Em Marvel Ultimate Alliance, Luke Cage é jogável em todas as plataformas, sendo que seu ataque extremo é o Sweet Christmas e suas roupas são: New Avengers, Hero for Hire, Street e Modern.
- Também aparece no jogo Spider-Man: Web of Shadows.

## Curiosidades
- O ator Nicolas Cage - que na verdade chama-se Nicolas Kim Coppola - escolheu seu nome artístico em homenagem a esse personagem, para que os agentes da indústria cinematográfica não o associassem imediatamente a seu tio, o cineasta Francis Ford Coppola.
- A banda Powerman 5000 tirou seu nome do antigo nome de Luke Cage, quando ele se chamava Power-Man (ou "Homem Poderoso").
- Em vários quadrinhos Cage foi parodiado, como na Milestone Comics e no quadrinhos dos Simpsons.
- O bordão de Luke Cage é "Sweet Christmas!" (traduzido como "Cacetada!" no Brasil). Isso se deve a uma promessa que ele fez à avó, quando jovem, de que nunca falaria palavrões (embora ele fale alguns em quadrinhos recentes).